# Zita Martins
Zita Martins OSE • GOIP (Lisboa, 19 de março de 1979) é uma astrobióloga portuguesa e professora associada no Instituto Superior Técnico. Foi investigadora bolseira da Royal Society University no Imperial College London. A sua investigação explora como a vida pode ter começado na Terra, procurando compostos orgânicos em amostras de meteoritos.

## Infância e educação
Quando criança, Zita Martins estudou balé clássico desde os quatro anos e foi incentivada pela professora a progredir para a Companhia Nacional de Bailado, o que a colocaria no caminho certo para se tornar bailarina profissional. Em vez disso, aos quinze anos de idade, decidiu que queria se dedicar à ciência, desistiu do balé e aprendeu russo. Na escola secundária, os teste psicotécnicos indicaram que as suas habilidades estavam na ciência e na arte, o que, segundo Zita Martins, não ajudou muito.[carece de fontes?]
Enquanto estudante de licenciatura em química, Zita não sabia como direcionar a sua formação para uma carreira em ciência espacial. Ela disse: "Enviei um correio eletrónico à NASA e perguntei o que deveria fazer. Eles disseram-me para fazer um estágio na Holanda. Fiz um estágio lá e fiz um projeto muito bom analisando as amostras do espaço (ou seja, meteoritos). Eu pensei: isto é giro; Eu quero fazer isso para o resto da minha vida.[carece de fontes?]
Ela fez o doutoramento em 2007 em análise química de moléculas orgânicas em meteoristos carbonáceos na Universidade de Leida, e foi supervisionada por Pascale Ehrenfreund. Ao completar o seu PhD, ela deu uma palestra que a levou a ser convidada para ser cientista convidada na NASA.

## Investigação e carreira
Em 2013, Zita Martins, trabalhando com colegas da Universidade de Câncio disparou projéteis de aço em amostras de gelo, que simulavam a composição de cometas para descobrir se seu impacto é responsável pela produção de moléculas orgânicas complexas. A experiência demonstrou que o choque de impacto de um cometa produz vários aminoácidos, que são os blocos de construção das proteínas. Isso tem implicações para a origem da vida na Terra, mas também potencialmente em Marte.
Zita Martins é coinvestigadora de duas missões da Agência Espacial Europeia, OREOcube e EXOcube, que serão instaladas na Estação Espacial Internacional no futuro.
Empenhada em inspirar a próxima geração de jovens a se interessar por ciência, Zita Martins tem um envolvimento ativo com os média internacional. Ela é uma cientista especialista da BBC.
Em março de 2021, foi nomeada consultora da Casa Civil do Presidente da República, Marcelo Rebelo de Sousa.

### Prémios e honras
Em 2009, foi premiada com uma bolsa da prestigiada Royal Society University Research Fellowship (URF) em 2009.
A 9 de junho de 2015, foi agraciada com o grau de Oficial da Ordem Militar de Sant'Iago da Espada. A 12 de fevereiro de 2025, foi agraciada com o grau de Grande-Oficial da Ordem da Instrução Pública.